# Tymawa Wielka
Tymawa Wielka [tɨˈmava ˈvjɛlka] (tiếng Đức: Groß Thiemau)  là một ngôi làng ở quận hành chính của Gmina Biskupiec, trong huyện Nowomiejski, Warmińsko-Mazurskie, ở miền bắc Ba Lan.